# Armored Core 4
Armored Core 4 est un jeu vidéo d'action sorti en 2007 sur PlayStation 3 et Xbox 360. Le jeu a été développé par FromSoftware puis édité par 505 GameStreet.

## Accueil
| IGN          | 5,9 / 10 | GameSpot    | 7,7 / 10 |
| GameTrailers | 7,3 / 10 | GameStats   | 86,5 %   |
| 1UP.com      | 5,9 / 10 | GamesRadar+ | 6 / 10   |
| GameZone     | 6,7 / 10 |             |          |